# Kościół Notre-Dame w Plévin
Kościół Notre-Dame w Plévin – kościół wzniesiony w 2 połowie XVII wieku w Plévin we Francji. Od 1964 roku został wpisany do rejestru zabytków.

## Lokalizacja
Kościół zlokalizowany jest w miejscowości Plévin, w departamencie Côtes-d’Armor, w regionie Bretania.

## Opis
Budowę kościoła rozpoczęto w 1663 roku. Z tego okresu zachowała się jedynie wieża. Chór i kaplice pochodzą z lat 1687–1689. Inskrypcja na prawym filarze chóru wskazuje, że „3 maja 1689 roku biskup Quimper poświęcił wielki ołtarz oraz ołtarze różańcowe i św. Laurenta.
Budowa kościoła w drugiej połowie XVII wieku trwała długi czas. W 1663 roku wybudowano portal wejściowy, 1672 nawę, a 1689 transept. Kościół został konsekrowany 3 maja 1689 r. przez François de Coëtlogon, biskupa i hrabiego Cornouaille.
Kościół jest budowlą na planie krzyża i składa się z nawy o niskich bokach, o siedmiu przęsłach z nieco cofniętą dzwonnicą, oraz dwóch kaplic skrzydłowych, na poziomie ostatnich przęseł oraz chóru flankowanego dwiema kaplicami wychodzącymi na transept.
W XIX wieku nawa została całkowicie przebudowana. 6 września 1885 roku rozpoczęto renowację kościoła. Przedsiębiorca Canivet de Coray odrestaurował nawę i zachodnią fasadę w latach 1885–1887. Architektem był Ernest le Guerranic.
W sierpniu 1950 roku w dzwonnicę uderzył piorun. Po znacznych zniszczeniach odbudowano iglicę o wysokości 10,40 m. Spoczywa ona na kwadratowej płycie betonowej o grubości 10 cm i boku 2,70 m. W latach 70. dokonano elektryfikacji dzwonów. W 1996 roku wyremontowano kompleksowo dach.
W kościele znajduje się barokowy ołtarz z końca XVII wieku oraz dwie rzeźby: św. Izydora, św. Jerzego (XVII w.) z polichromowanego drewna. Przeniesiono tu również figurę Vierge à l’Enfant de Plévin. W zakrystii znajdują się relikwie księdza Maunoira.
Pośrodku nawy głównej znajduje się grób bretońskiego misjonarza, ojca Juliena Maunoira. Zmarł w Plévin 28 stycznia 1683 roku i został pochowany 10 lutego następnego roku w grobie rodziny Kerlouet. Około 1825 roku jezuici podarowali parafii malowaną drewnianą figurę przedstawiającą klęczącego Maunoira. Położono ją na jej grobie. 4 października 1847 roku otwarto grób, a starą kapliczkę zastąpiono nowym, dębowym relikwiarzem. Nad sklepieniem umieszczono kamień nagrobny z białego marmuru, otoczony prostą drewnianą kratą. Wyryto tam epitafium, upamiętniające karierę i śmierć księdza Maunoira.

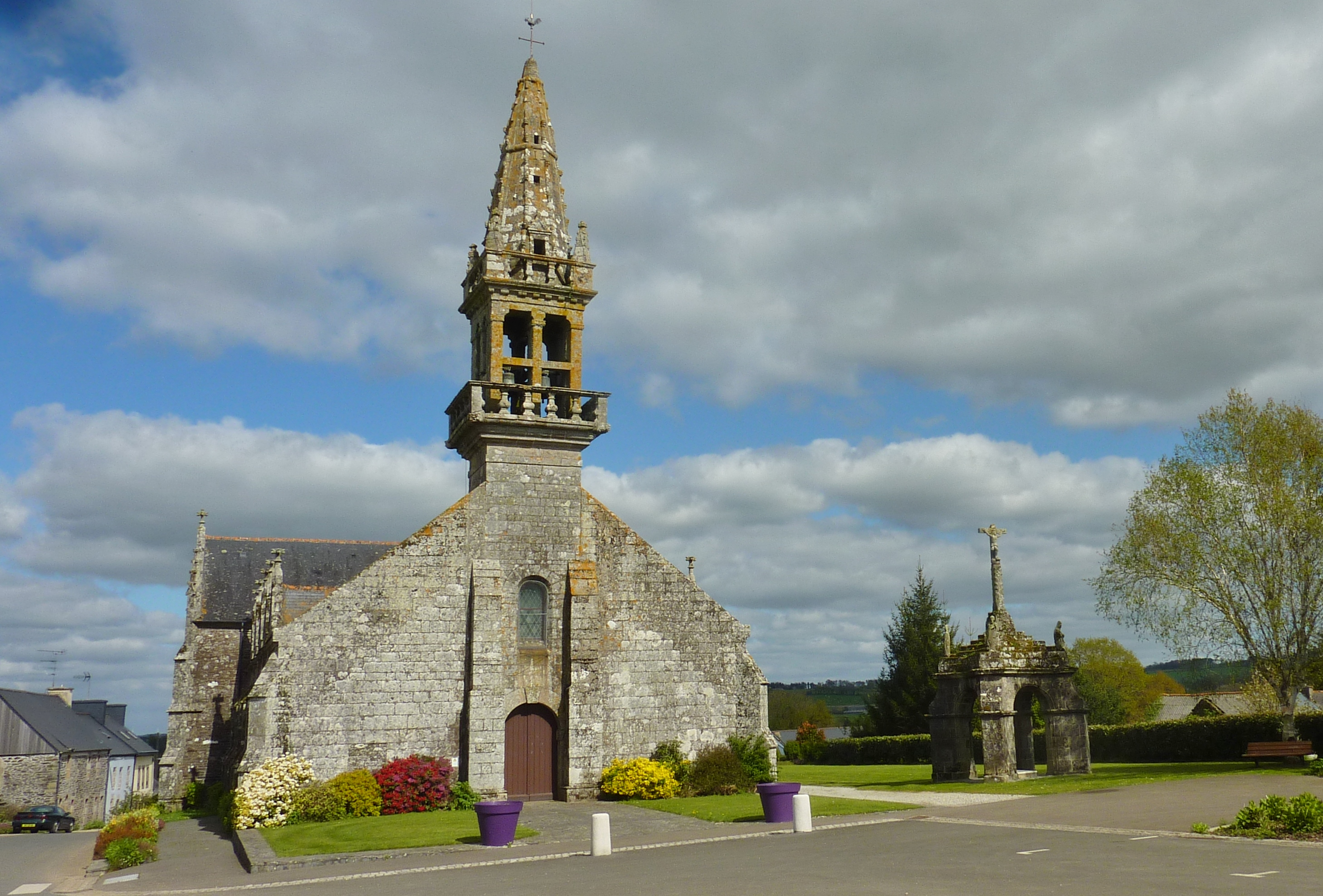
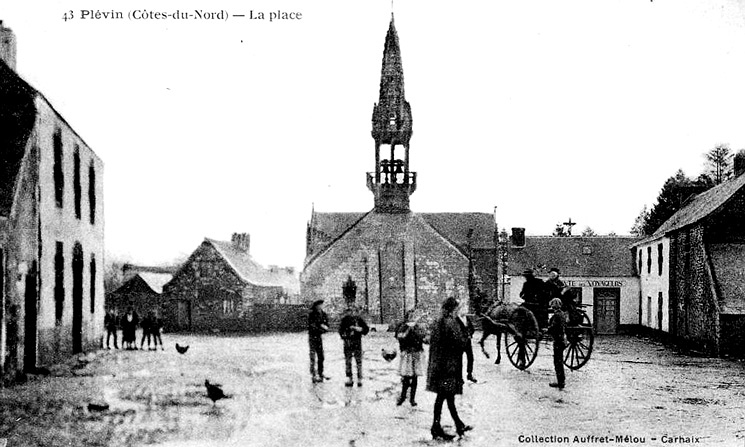
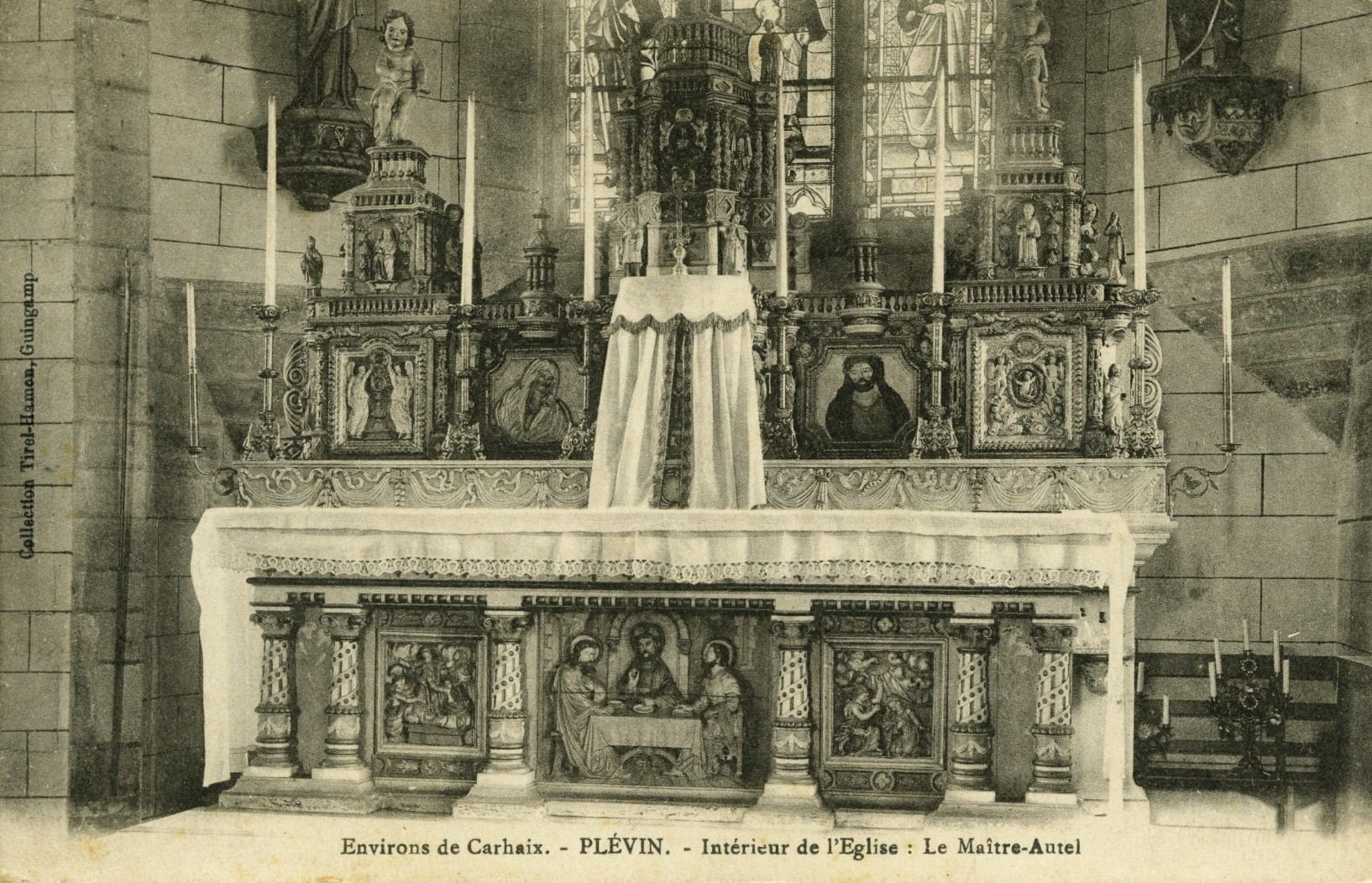
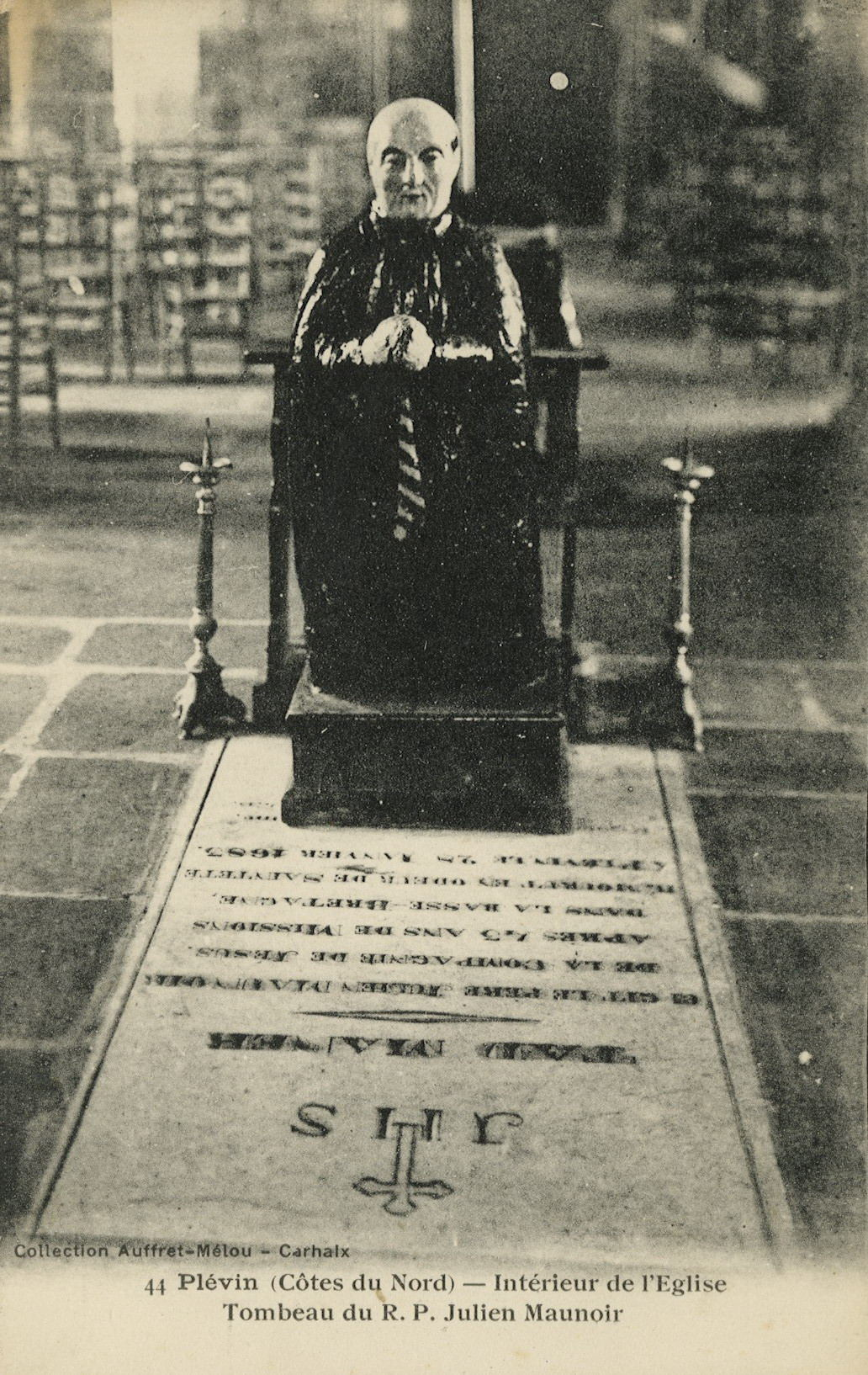